# منتخب ليتوانيا تحت 21 سنة لكرة القدم
منتخب ليتوانيا تحت 21 سنة لكرة القدم هو الممثل الرسمي لـ ليتوانيا في بطولات كرة القدم تحت 21 سنة. يشارك الفريق في بطولة أوروبا تحت 21 لكرة القدم التي تقام كل عامين.